# Moon Knight
Pour les articles homonymes, voir Moon Knight (série télévisée), Moon et Knight.
Marc Spector, alias Moon Knight (« le Chevalier de la Lune » en VF) est un super-héros évoluant dans l'univers Marvel de la maison d’édition Marvel Comics. Créé par le scénariste Doug Moench et le dessinateur Don Perlin, le personnage de fiction apparaît dans le comic book Werewolf by Night #32 en août 1975, un crossover dans lequel se trouve aussi le personnage de Jack Russel.
Moon Knight fait partie des super-héros Marvel fortement inspirés (au départ) par le personnage de Batman de l’éditeur concurrent DC Comics.

## Historique de la publication
C'est d'abord en tant que personnage secondaire que le mercenaire américain Marc Spector apparaît dans le numéro 32 de la série Werewolf by Night. Selon cet épisode, Moon Knight est la création d'une organisation criminelle secrète nommée le Comité.
Recruté, entraîné et doté d'un équipement (costume, armes, hélicoptère, etc.), Marc (orthographié « Mark » à cette époque) Spector a pour mission de capturer un loup-garou. Mais son personnage devient si populaire qu'il a droit à ses propres aventures, où ses origines sont réécrites. Cette incohérence fut « réparée » dans le quatrième épisode de la première série Moon Knight. En France, elle a été traduite dans la série homonyme éditée par Arédit.
En 2006, une nouvelle série lui est consacrée, lancée par le scénariste Charlie Huston et le dessinateur David Finch, suivie d’une autre en 2009 écrite par Gregg Hurwitz, Vengeance of the Moon Knight.

## Biographie du personnage

### Origines
Né à Chicago dans l'Illinois, Marc Spector est le fils d'un riche rabbin. Adulte, il devient boxeur professionnel poids-lourd avant de s'engager dans l'armée chez les Navy Seals. Il quitte l'armée après seulement quelques années de service et devient rapidement un mercenaire d'élite renommé, ayant pour ami le pilote d'hélicoptère français Jean-Paul Duchamp, qu'il surnomme « Frenchie (en) ».
Lors d'une mission destinée à éradiquer une poche de résistance non loin d'une frontière avec l'Égypte, le chef de l'escouade des mercenaires, Raoul Bushman (en), demande à ses hommes et à Spector de massacrer des villageois. Excédé par la folie meurtrière de son chef, Spector se révolte contre lui. Au terme d'un violent combat singulier à mains nues, il est vaincu par Bushman et abandonné dans le désert, laissé pour mort.
Son corps est récupéré par des survivants du pillage (Spector les ayant sauvés en leur permettant de fuir). Ceux-ci se réfugient dans le tombeau du pharaon Seti. Devant les yeux ébahis de Marlene Alraune (fille du docteur Peter Alraune, le responsable d'une expédition archéologique de la tombe de Seti), Marc Spector revient à lui et affirme avoir rêvé de Khonsou, le dieu de la Lune et l'exécuteur de vengeance de la mythologie égyptienne. Dévoré par la haine, il décide de se venger de Bushman en adoptant l'identité d'un justicier, qu'il baptisera lui-même « Moon Knight ». Il prend la cape qui ornait la statue du dieu égyptien et repart aux États-Unis.
De retour à New York avec Marlene (à présent sa compagne) et Frenchie à ses côtés, Spector emménage dans le manoir de son défunt père. Décidant de changer d'identité, il devient Steven Grant, un financier réputé de Wall Street. Il amasse ainsi une fortune conséquente et, ajoutée à celle que son père lui avait léguée, devient un homme extrêmement riche.
La nuit, il revêt son costume de justicier afin de traquer les malfrats. Très vite, les criminels de New York le présentent comme un fantôme, un spectre avide de vengeance. Il endosse parfois encore une autre identité, celle de « Jake Lockley », un chauffeur de taxi qui traîne dans les bas quartiers de New York afin de recueillir des informations sur le monde du crime.
Steven Grant, grâce à sa richesse, ses contacts militaires et gouvernementaux (acquis quand il était encore le mercenaire Marc Spector), combinés aux réseaux d'information de Frenchie, devient l'un des hommes les plus puissants et influents du monde.

### Civil War
Lors du crossover Civil War, Moon Knight reste neutre durant la guerre civile entre les super-héros : Captain America ne veut pas de lui dans son camp, car Grant préfère tuer les criminels qu'il traque plutôt que de les remettre à la justice et, de son côté, Iron Man veut le capturer car il le considère comme un meurtrier.

### Nouvelle série
Une nouvelle série Moon Knight (vol. 5) démarre en 2006.
Le premier arc narratif, The Bottom relance le personnage de Moon Knight, lui faisant affronter ses démons intérieurs et se relever d'une certaine déchéance. Konshu lui apparaît sous les traits de Bushman, qu'il a jadis vaincu et mutilé (lui arrachant la peau du visage). C'est l'entité qui le force à reprendre son rôle de vengeur nocturne. On y découvre aussi le Profile, sorte de profiler amoral travaillant pour le Comité, qui cherche à se venger du Chevalier de la Lune.
Dans la deuxième saga, il retrouve le cyborg Midnight, son ancien adversaire revenu d'entre les morts et tente de se raccommoder avec Marlene.
Les tomes 3 et 4 s'inscrivent dans le cross-over Civil War. Il y a une discussion avec le Punisher et aussi avec un psychologue devant juger si Moon Knight est un psychopathe. Aidé du profiler mutant, il le manipule et passe le test. Enfin, à la fin du tome 4, Marc Spector envoie balader Konshu. Symboliquement, la statue de Konshu se casse, signe qu'il n'est plus présent.

## Pouvoirs, capacités et équipement

### Pouvoirs et capacités

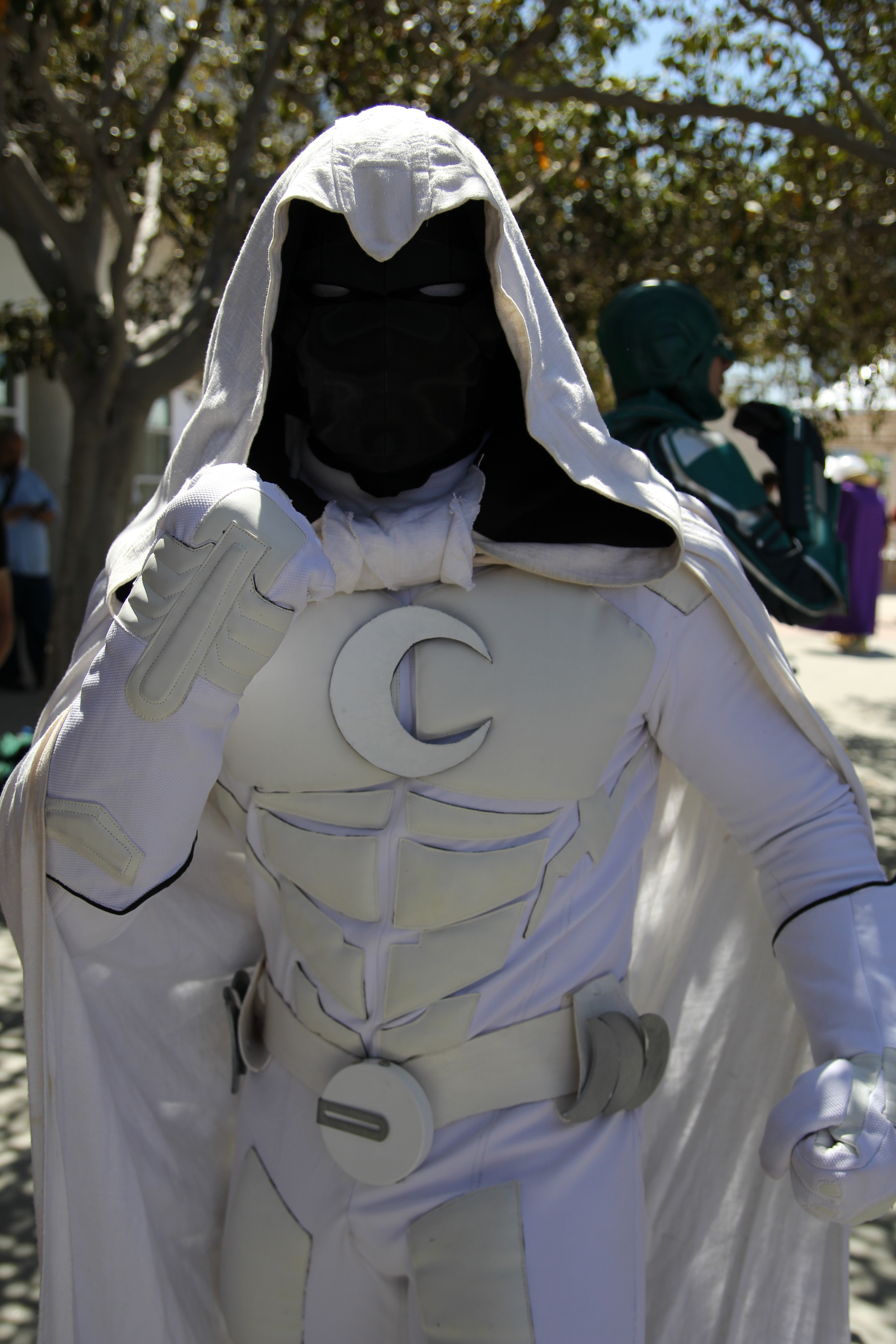
Cosplay de Moon Knight.

Marc Spector est un athlète de niveau olympique et un très bon gymnaste. C'est aussi un redoutable combattant à mains nues, du fait de son expérience d'ancien boxeur de haut niveau, de commando Navy SEAL et de mercenaire d'élite, qui s'ajoute à son expertise en arts martiaux (kung fu, eskrima, judo, karaté, ninjutsu, savate et muay-thaï) et ses talents d'acrobate. Il a notamment déjà battu Deadpool en combat singulier[réf. souhaitée].
Il excelle dans le maniement des armes, en particulier les armes blanches. Il maîtrise aussi à la perfection des méthodes de contrôle de soi, lui permettant de garder son sang froid et d'être incroyablement calme et pragmatique en toutes circonstances, même dans des situations extrêmes. C'est aussi un expert en pilotage.
Depuis qu'il est devenu l'avatar de Khonshu, Marc Spector possède plusieurs super-pouvoirs lui conférant notamment une force, une agilité, une endurance, de la vitesse et des réflexes surhumains. Sa force, due au fait qu'il est l'avatar de Khonshu, varie en fonction des phases de la Lune. Ainsi, en pleine lune, il peut soulever jusqu’à 15 tonnes et, en Lune normale, jusqu’à 10 tonnes. Il peut également être ressuscité par Khonshu.
Il résiste également au contrôle mental et peut également absorber les pouvoirs pendant un temps. Il a aussi des visions mystiques et un facteur auto-guérisseur. Il peut invoquer son costume et faire briller ses yeux, et résister aux projectiles lorsqu'il a son costume.

### Équipement
Moon Knight porte habituellement une matraque qui peut se modifier pour se transformer en un long bâton. Par la suite, il emploie uniquement son bâton, désormais composé d'adamantium. Il utilise également la cape de son costume pour planer dans les courants aériens.
Au combat, il utilise fréquemment des sortes de fléchettes en forme de croissants de lune. Celles-ci sont dissimulées dans son costume et fonctionnent d’une manière similaire aux shuriken. Il conserve une réserve de ces fléchettes sur l’extérieur de sa ceinture, de part et d’autre de la boucle. Bien qu'il les utilise normalement comme arme de jet, il se sert aussi des croissants de lune en cas de combat rapproché. La conception visuelle de ces fléchettes (inspirée par Khonshu) est censée refléter la forme de la Lune gibbeuse. Après avoir abandonné ces fléchettes pour son arsenal égyptien, il reprit l’habitude de les utiliser. C’est avec l’une d’elles qu’il mutilera le visage de Raoul Bushman.
Moon Knight a aussi utilisé d’autres accessoires, selon les périodes :
- lors de l’infiltration du Comité, il portait des brassards en argent à chaque avant-bras ; ceux-ci étaient munis de pointes, vraisemblablement en prévision de son combat avec le loup-garou Jack Russell[1] ;
- après avoir rencontré les prêtres de Khonshu, il obtint un Ânkh (une croix égyptienne) qu’il utilisait comme massue. Il utilisa aussi une hache, un boomerang, des fléchettes en fer et des bolas[1]. La plupart de ces armes furent conçues par le Vengeur Œil-de-faucon (Clint Barton)[2] pour le compte de prêtres, durant l'exil temporel de Barton dans l’Égypte antique[1] ;
- par la suite, Moon Knight utilisa une armure de protection composée d'adamantium, plus une matraque capable de tirer un câble lui permettant de se déplacer d’immeuble en immeuble. À la même époque, il modifia ses gants pour qu'ils puissent lancer ses fléchettes en forme de croissants de lune[1].

Sous son identité civile, Marc Spector s'est souvent servi (ou se sert encore) de diverses armes à feu, qu’il lui arrive encore d’employer occasionnellement en tant que Moon Knight.
Sa fortune personnelle lui permet de disposer d'un arsenal impressionnant d'armes, de gadgets, de véhicules et de ressources high tech. Il se déplace souvent la nuit dans un mini hélicoptère ou d'autres véhiculés aériens très sophistiqués, conduits par son ami Frenchie. Ces véhicules sont tous dotés d’un système de décollage et d’atterrissage vertical (VTOL, pour vertical take-off and landing) et sont équipés d’une échelle de corde et de petits canons de 20 mm. À plusieurs reprises, il a surnommé ces appareils ses « Mooncoptères » ou ses « Ailes de l’Ange ».

## Entourage

### Alliés
- Marlene Alraune : compagne de Steven Grant (Marc Spector), elle l'assiste de façon remarquable (grâce à ses qualités de détective et une aptitude certaine au combat) dans son rôle de Moon Knight. Bien qu'ayant assisté à la « résurrection » de Marc Spector, elle ne croit ni au dieu Khonshu, ni à la réalité de sa résurrection. Elle supporte de moins en moins les multiples identités de Marc Spector et aimerait qu'il les abandonne pour vivre sous la seule identité de Steven Grant.
- Jean-Paul Duchamp, alias Frenchie (en) : pilote d'hélicoptère (entre autres) expérimenté, il est le plus proche ami et confident de Marc Spector, qu'il connait depuis les années passées à parcourir le monde en tant que mercenaire.
- Lady Scarlet (Scarlet Fasinera) : se destinant autrefois à devenir nonne, Scarlet dut y renoncer par amour. Cependant, depuis le jour où elle fut forcée de tuer de ses propres mains son fils unique drogué, elle est animée d'un terrible désir de vengeance qui l'a transformée en vigilante. Armée d’une arbalète, elle traque et tue les criminels qui se trouvent sur son chemin.

### Ennemis
- Bushman (en) (Raoul Bushman) : mercenaire sanguinaire, expert en maniement d'armes, en combat à mains nues et en stratégie militaire, Bushman est à la tête d'un commando qui sème la mort au gré des contrats. Ancien employeur de Marc Spector, il est aussi le tout premier ennemi de Moon Knight. Au cours de la dernière série, un flashback montre qu'un ultime combat a opposé les deux ennemis, laissant Moon Knight mutilé et Bushman mort et défiguré.
- Morpheus (Robert Markham) : atteint d'une maladie extrêmement rare et incurable (dans le cadre de la bande dessinée) qui l'empêche de dormir, Morpheus peut (grâce à son subconscient) générer de l'« énergie d'ébène » qui lui permet de créer des illusions dans l'esprit des autres sous forme de rêve. À cause de son manque de sommeil et de rêve, il est atteint de folie.
- Black Spectre (Carson Knowles) : soldat qui a vécu comme un traumatisme lors de son retour à la vie civile, Knowles s'est tourné vers une quête obsessionnelle du pouvoir politique (il a de nombreuses fois essayé d'être le maire de New York). Fasciné par Moon Knight, il se pose comme son double maléfique.
- Crossfire (William Cross) : ancien agent de la CIA, expert en interrogatoire, Cross a développé avec son amie une technologie de lavage de cerveau utilisant les ultrasons. Trahissant la CIA, il crée une organisation criminelle.
- Shadowknight (Randall Spector) : frère de Marc Spector qui l'avait rejoint à la CIA, Randall a trahi (comme Crossfire) l'agence en vendant des armes à deux camps impliqués dans une affaire en Italie. Tuant Lisa, la compagne de l'époque de son frère parce qu'elle avait découvert ses plans, il fut traqué par Marc Spector, qui lui infligea des blessures qui provoquèrent des troubles psychotiques. Plus tard, il revint sous le nom de Shadowknight et combattit son frère dans le but de lui prendre sa place en tant que Moon Knight.
- Le Punisher (Frank Castle) : le Punisher n'est pas un ennemi à proprement parler de Moon Knight car les méthodes de travail des deux hommes sont similaires, chacun n'hésitant pas à tuer leurs adversaires respectifs. Cependant, Marc Spector éprouvera à jamais de la rancœur envers le héros à la tête de mort ; le Punisher a en effet tué Randall, le frère de Marc. Mais que reproche vraiment Spector à Castle ? La mort de son frère, ou le fait qu'il l'ait tué à sa place ? Le face-à-face entre les deux justiciers interviendra notamment dans l'album Soleil de minuit [3].

## Comparaison Moon Knight / Batman
Moon Knight, avec entre autres les personnages de Nighthawk (pastiche revendiqué appartenant à l'univers Marvel Comics), le Hibou (Watchmen), voire Daredevil (aveugle, mais doté d'un sens d'écho location comme les vraies chauve-souris), est un des nombreux super-héros fortement inspirés par Batman de DC Comics.
Cependant, Moon Knight est (avec Daredevil) le personnage ayant le mieux réussi à gagner en popularité, puis à développer un univers propre (de plus en plus éloigné de celui de Batman).

### Ressemblances
Comme le justicier de Gotham City, Moon Knight agit principalement la nuit. Tout comme Batman, Spector incarne la peur pour bon nombre de criminels, il possède un vaste arsenal de gadgets et un véhicule à l'effigie de son emblème (la Lune) et, sous son identité civile, joue les milliardaires philanthropes.

### Différences
Moon Knight se distingue toutefois de Batman par sa psychologie : si les deux héros affichent un caractère plutôt sombre, les raisons en sont très différentes. En effet, Moon Knight est très marqué par son enfance (son père l'ayant rejeté car le jugeant responsable de la mort de sa mère, décédée en le mettant au monde), et à cause des crimes qu'il a commis quand il était mercenaire.
En outre, Marc Spector entretient une relation particulière avec le dieu Khonsou, qui fait de lui son avatar sur Terre.
Par ailleurs, alors que Batman préfère être vêtu de noir pour faire peur à ses ennemis quand il attaque, Moon Knight, lui, préfère au contraire le blanc, pour que ses ennemis puissent le voir arriver et puissent se préparer à l'affronter.

## Publications du personnage

### Marvel Comics
Chez Marvel Comics :
- Moon Knight (vol. 1) #1-38 (1980-1984). Traduit partiellement dans Moon Knight (Arédit).
- Moon Knight Special Edition #1-3 (rééditions colorisées, 1983-1984). Traduit dans Hulk (collection « Artima Color Marvel Géant », Arédit).
- Moon Knight (vol. 2) : Fist of Khonshu #1-6 (série limitée, 1985). Inédit en français.
- Marc Spector: Moon Knight (vol. 3) #1-60 (1989-1994). Traduit partiellement dans la collection « Version Intégrale » Moon Knight (Semic).
- Moon Knight (vol. 4) : The Resurrection War #1-4 (série limitée, 1998). Inédit en français.
- Moon Knight (volume non indexé) : High Strangeness #1-4 (série limitée, 1999). Inédit en français.
- Moon Knight (vol. 5) #1-30 et Annual #1 (2006-2009). Traduit dans la collection « 100% Marvel » (Marvel France), sauf l’Annual.
- Moon Knight (vol. 6) : Vengeance of the Moon Knight #1-10 (2009-2010). Traduit dans la collection « 100% Marvel » (Marvel France).
- Shadowland: Moon Knight #1-3 (série limitée, 2010). Traduit dans l’album Shadowland : Rues de sang (collection « Monster Edition », Marvel France).
- Moon Knight (vol. 7) #1-12 (2011-2012). Traduit dans la collection « Marvel Knights » (Marvel France).

One shots inédits :
- Moon Knight: Divided we fall, one-shot (1992)
- Moon Knight Special, one-shot (1992)
- Moon Knight: Silent Knight, one-shot (2009)
- Moon Knight Saga, comic promotionnel (2009)

### Arédit/Artima
Chez Arédit/Artima :
1. Moon Knight vengeur de l’ombre (1983)
2. Le Comité des 5 (1984)
3. La Nuit des loups (1984)
4. L'Ennemi de l’ombre (1984)
5. Le Cauchemar de Morpheus (1985)
6. Le Sanctuaire du souvenir (1985)
7. Enjeu : New York (1985)

### Semic
Chez Semic :
- 12 numéros de la revue Version intégrale : Moon Knight (1990-1992)

### Panini / Marvel France
Chez  Marvel France :
- Collection « 100% Marvel » :

1. Le Fond (2007)
2. Soleil de minuit (2008)
3. Dieu et la patrie (partie 1, 2009)
4. Dieu et la patrie (partie 2, 2009)
5. Reconquête (2011)
6. Dernier Solo ? (2011)

- Collection « Marvel Knights » :

1. Vengeur (2012)
2. Bas les masques ! (2011)

## Apparitions dans d'autres médias
Sauf indication contraire, les informations mentionnées dans cette section peuvent être confirmées par la base de données cinématographiques IMDb,  présente dans la section « Liens externes ».

### Télévision
- 2022 : Moon Knight (série) — interprété par Oscar Isaac dans l'univers cinématographique Marvel. La série est sortie le 30 mars 2022 sur la plateforme Disney+[5]

### Jeux vidéo
- Marvel Puzzle Quest (2013)
- Marvel : Tournoi des champions (2014)
- Marvel: Future Fight (2015)
- Marvel Strike Force (2018)
- Marvel Rivals (2024)